# Барко (Ређо Емилија)
Барко (итал. Barco) је насеље у Италији у округу Ређо Емилија, региону Емилија-Ромања.
Према процени из 2011. у насељу је живело 2665 становника. Насеље се налази на надморској висини од 102 м.